# Capucin tacheté
Mayrimunia leucosticta
Espèce
Statut de conservation UICN

 LC  : Préoccupation mineure
Le Capucin tacheté (Mayrimunia leucosticta) est une espèce de passereaux de la famille des Estrildidae.

## Répartition
On le trouve en Nouvelle-Guinée.